# Dénes János (orvos)
Dénes János (Budapest, Erzsébetváros, 1914. január 22. – Budapest, 1985. október 25.) sebészorvos, gyermekgyógyász, egyetemi docens.

## Élete
Dénes (Deutsch) Menáse Mór (1877–1940) bankhivatalnok és Kovács (Kirschbaum) Margit (1887–1976) gyermekeként született zsidó családban. A Fasori Gimnáziumban érettségizett. Tanulmányait a Pázmány Péter Tudományegyetemen folytatta, ahol 1937-ben szerezte meg orvosi oklevelét. Ugyanebben az évben kitért a katolikus vallásra. Pályáját a Szent István Kórházban kórboncnokként kezdte Zalka Ödön professzor mellett, majd ugyanott Pólya Jenő és Mester Endre tanítványaként sajátította el sebészi ismereteit. A gyermeksebészet iránti érdeklődését Lukács József gyermekgyógyásznak köszönhette. A második világháború alatt 
Bánffyhunyadon, majd Csáktornyán dolgozott. Utóbbi helyen bekapcsolódott a délvidéki ellenállási mozgalomba, azonban hamarosan letartóztatták és öt évi börtönre ítélték. A büntetését a Sopronkőhidai Fegyházban kezdte meg, ahonnan Ausztriába, s végül Németországba hurcolták. 1945-ben hazatért és ismét a Szent István Kórház I. sz. Sebészeti Osztályára került. Ezután a Bajcsy-Zsilinszky Kórházban dolgozott, egy ideig mint megbízott osztályvezető.
1950 és 1956 között a honvédség kötelékében újból általános sebészi ténykedést folytatott, előbb a Központi Katonai Kórházban, majd később a Központi Tiszti Kórházban, osztályvezető főorvosként. Időközben egy évet a Koreában működő Magyar Hadikórházban töltött. 1957-ben mint a Néphadsereg orvosezredese szerelt le és vette át a Fővárosi István Kórház gyermeksebészeti osztályának vezetését. 1965 végén osztályával együtt átkerült a gyermekkórházzá szerveződő Apáthy István Kórházba, mint egyike az első, alapító főorvosoknak. Ettől kezdve a Gyermekkórház I. Sebészeti Osztályának főorvosa volt nyugállományba vonulásáig. Megkapta az egyetemi docensi címet, s tagja lett több szakmai és vizsgabizottságnak és éveken át volt a Főváros gyermeksebészeti szakfelügyelője. Alapító tagja, majd elnöke volt a Magyar Gyermeksebész Társaságnak. A Gyermeksebészet című szakkönyv szerkesztője volt. Az újszülöttkori enterocolitis necrotisans korai diagnosztizálásának és sebészi kezelésének egyik nemzetközileg elismert úttörőjének számított.
A Farkasréti temetőben nyugszik.

## Művei
- Rosszindulatú daganatok a csecsemő- és gyermekkorban (Orvosok Lapja, 1947, 35.)
- Gyomor és emlőrákos betegek műtét utáni élettartamának vizsgálata a szövettani malignitási index szempontjából (Orvosi Hetilap, 1949, 5.)
- A megacolon congenitum korszerű gyógyítása (Lovász Lászlóval, Orvosi Hetilap, 1959, 7.)
- Meningo- és myelomeningocele (Thür Antallal, Szárnyasi Margittal, Orvosi Hetilap, 1961, 1.)
- Sikeresen operált congenitális oesophagus atresia kettős oesophagotracheális sipollyal (Thür Antallal, Wittek Lászlóval, Orvosi Hetilap, 1961, 36.)
- A megacolon végbéltágítással való kezelése (Dömötör Lászlóval, Gyermekgyógyászat, 1963, 10.)
- Rosszindulatú daganatok a gyermekkorban (Gyermekgyógyászat, 1963, 39.)
- Újabb haladás a tápcsatorna fejlődési rendellenességeinek sebészeti kezelésében (Orvosi Hetilap, 1964, 33.)
- Fissura vesicpintestinalis (Léb Józseffel, Dömötör Lászlóval, Orvosi Hetilap, 1964, 35.)
- Multiplex mesenterialis lymphangiomatosis (Léb Józseffel, Dömötör Lászlóval, Gyermekgyógyászat, 1965, 9.)
- Intraglutealisan adott olajos A+D-vitamin injectio következményei alsó végtagon (Léb Józseffel, Vaczó Györggyel, Gyermekgyógyászat, 1965, 12.)
- Gyermekeken végzendő nem sürgős műtéti beavatkozások időpontjának megválasztása (Léb Józseffel, Orvosi Hetilap, 1966, 2.)
- Újszülöttkori spontán gyomorátfúródás (Lukács V. Ferenccel, Gyermekgyógyászat, 1967)
- Tapasztalataink a veleszületett nyelőcsőelzáródás sebészi kezelésében (Thür Antallal, Léb Józseffel, Ziszi Kleonikivel, Gyermekgyógyászat, 1967, 4.)
- Hirschsprung-betegség gyógyítása Duhamel-Grob-műtét segítségével (Orvosi Hetilap, 1967, 27.)
- Invaginatio-műtétet követő súlyos azotaemia süketséggel gyógyult esete (Lukács V. Ferenccel, Palotás Gáborral, Gyermekgyógyászat, 1968, 1.)
- A postnatalis védelem sebészi szempontjai (Léb Józseffel, Gyermekgyógyászat, 1969, 2.)
- Gondozási problémák a gyermeksebészetben (Gyermekgyógyászat, 1970)
- Radicalisan nem operálható rosszindulatú daganatok a gyermekkorban (Gorácz Gyulával, Schläffer Erzsébettel és Léb Józseffel, Gyermekgyógyászat, 1970, 2.)
- Myelodysplasiás hydrocephalusok sebészi kezelése (Lukács V. Ferenccel, Thür Antallal és Léb Józseffel, Gyermekgyógyászat, 1970, 1.)
- Tapasztalataink 100 myelo-és meningoceles csecsemő és következményes hydrocephalusuk sebészi kezelésével (Lukács V. Ferenccel, Thür Antallal és Léb Józseffel, Orvosi Hetilap, 1970, 12.)
- Adatok az újszülöttkori veleszületett epeút-atresiák morphologiájához és klinikumához (Lukács V. Ferenccel, Balázs Mártával, Gyermekgyógyászat, 1971, 1.)
- Lobaris emphysemát utánzó vele született polycystás tüdő (Lukács V. Ferenccel, Léb Józseffel és Cholnoky Péterrel, Orvosi Hetilap, 1972, 38.)
- Veleszületett rendellenességek (Czeizel Endrével, Szabó Lajossal, Budapest, 1973)
- Veleszületett sacrococcygealis daganatok (Berndorfer Alfréddal, Gorácz Gyulával és Léb Józseffel, Gyermekgyógyászat, 1973, 2.)
- Adatok az úgynevezett besűrűsödött epe syndroma kórképéhez (Balázs Mártával, Lukács F. Ferenccel, Gyermekgyógyászat, 1973, 2.)
- Koraszülöttek nekrotizáló enterocolitise (Gergely Károllyal, Wohlmuth Gertruddal, Mohácsi Antóniával és Léb Józseffel, Orvosi Hetilap, 1973, 7.)
- Kiterjedt haemangioma eredményes kezelése Prednisolonnal (Léb Józseffel, Orvosi Hetilap, 1974, 1.)
- A vele született nyelőcső-rendellenességek extrapleuralis műtéte (Léb Józseffel, Orvosi Hetilap, 1974, 32.)
- Többszörös fejlődési rendellenességgel szövődött transpositio penis et scroti (Dénes Jánossal, Gorácz Gyulával, Orvosi Hetilap, 1974, 39.)
- Myelodysplasiás újszülöttek szelekciós therapiája (Léb Józseffel, Orvosi Hetilap, 1974, 45.)
- Az újszülöttkori obstructív icterus pathomorphológiai jellegzetességeiről (Lukács V. Ferenccel, Balázs Mártával, Gyermekgyógyászat, 1975, 1.)
- Oesophagus-atresiával operált betegeink intenzív kezelése (Bognár Mártával, Jámbori Máriával, Lábas Zoltánnal és Lukács V. Ferenccel, Gyermekgyógyászat, 1975, 3.)
- Hogyan javíthatnánk eredményeinket a veleszületett nyelőcső elzáródás kezelésében? (Lukács V. Ferenccel, Bognár Mártával, Gyermekgyógyászat, 1975, 4.)
- Prune-belly-syndroma (Léb Józseffel, Schläffer Erzsébettel, Gyermekgyógyászat, 1976)
- Műtéttel sikeresen gyógyított "blue rubber-bleb" naevus-syndróma (viscerocutan haemangiomatosis) (Czinner Antallal, Léb Józseffel, Orvosi Hetilap, 1976, 31.)
- Újszülöttkorban diagnosztizált és operált két ritka, duodenum-elzáródással járó fejlődési rendellenesség (Jámbori Máriával, Gyermekgyógyászat, 1977, 1.)
- Nyított gerincsérves gyermekek vizelet-visszatartási zavarának elektrostimulatiós kezelése (Léb Józseffel, Orvosi Hetilap, 1977, 29.)
- Haemangio-endothelioma multinodulare congenitum infantum (Balázs Mártával, Lukács V. Ferenccel, Léb Józseffel és Bíró Eszterrel, Orvosi Hetilap, 1977, 37.)
- Jóindulatú hasüregi óriásdaganatok a csecsemő- és gyermekkorban (Léb Józseffel, Bognár Mártával, Orvosi Hetilap, 1977, 42.)
- Oesophagus atresiával operált betegek különleges szövődménye: reflex-bradycardia (Bognár Mártával, Jámbori Máriával és Lukács V. Ferenccel, 1978, 1.)
- Gyermekkori jóindulatú, idegeredetű daganatok a mediastinumban (Ziszi Kleonikivel, Bognár Mártával, Gyermekgyógyászat, 1978, 2.)
- Pseudocirrhosis cholangiodysplastica (Lukács V. Ferenccel, Balázs Mártával, Kupcsulik Péterrel és Sulyok Saroltával, Gyermekgyógyászat, 1980, 2.)
- Harold Hirschsprung (1830-1916) (Orvosi Hetilap, 1980, 44.)
- Módosított vég az oldalhoz Beardmore-műtét a veleszületett nyelőcső-elzáródás műtéti kezelésében (Orvosi Hetilap, 1980, 48.)
- Gyermekkori petefészektömlők és daganatok (Ziszi Kleonikivel, Örley Judittal, Orvosi Hetilap, 1981, 39.)
- Tapasztalataink a Hirschprung-betegség sebészi kezelésével (Ziszi Kleonikivel, Bognár Mártával, Orvosi Hetilap, 1982, 15.)
- Veleszületett short colon (Zachary-Morgan-szindróma) (Ziszi Kleonikivel, Bognár Mártával, Schläffer Erzsébettel és Tóth Józseffel, Gyermekgyógyászat, 1984, 1.)
- Az újszülött sebészet jelene és jövője (Gyermekgyógyászat, 1985)
- Gyermeksebészet és határterületei (Szerk. Pintér Andrással, Budapest, 1987)

## Díjai, elismerései
- Magyar Népköztársasági Érdemrend V. fokozata (1952)
- Kiváló orvos (1968)
- Markusovszky-díj (1977)
- Bókay-emlékérem (1979)
- Madzsar József-díj (1981)
- Munka Érdemrend arany fokozata (1983)
- Schöpf-Mérei-emlékérem (1984)